# 59식 전차
59식(제조사 설계명칭: WZ120)은 중화인민공화국 주력 전차중 하나로 소련 T-54A 전차의 중화인민공화국 생산형이다. 최초의 차량은 1958년에 생산되었고, 1959년에 승인을 받아 1963년부터 양산되기 시작하였다. 1980년대까지 대략 9,500대의 전차가 생산되었고, 5,500대가 아직 인민해방군에 배치되어 있다. 이 전차는 2000년대 초반까지 약 5,000대 59-I식, 59-II식을 포함해 인민해방군의 중추를 담당하고 있다.
59식은 59식 100mm 강선포를 105mm 강선포로 교체하는 등의 개수를 현역 동안 수행하였다. 또한 69식 전차와 79식 전차를 설계하는 토대가 되었다.

## 특징

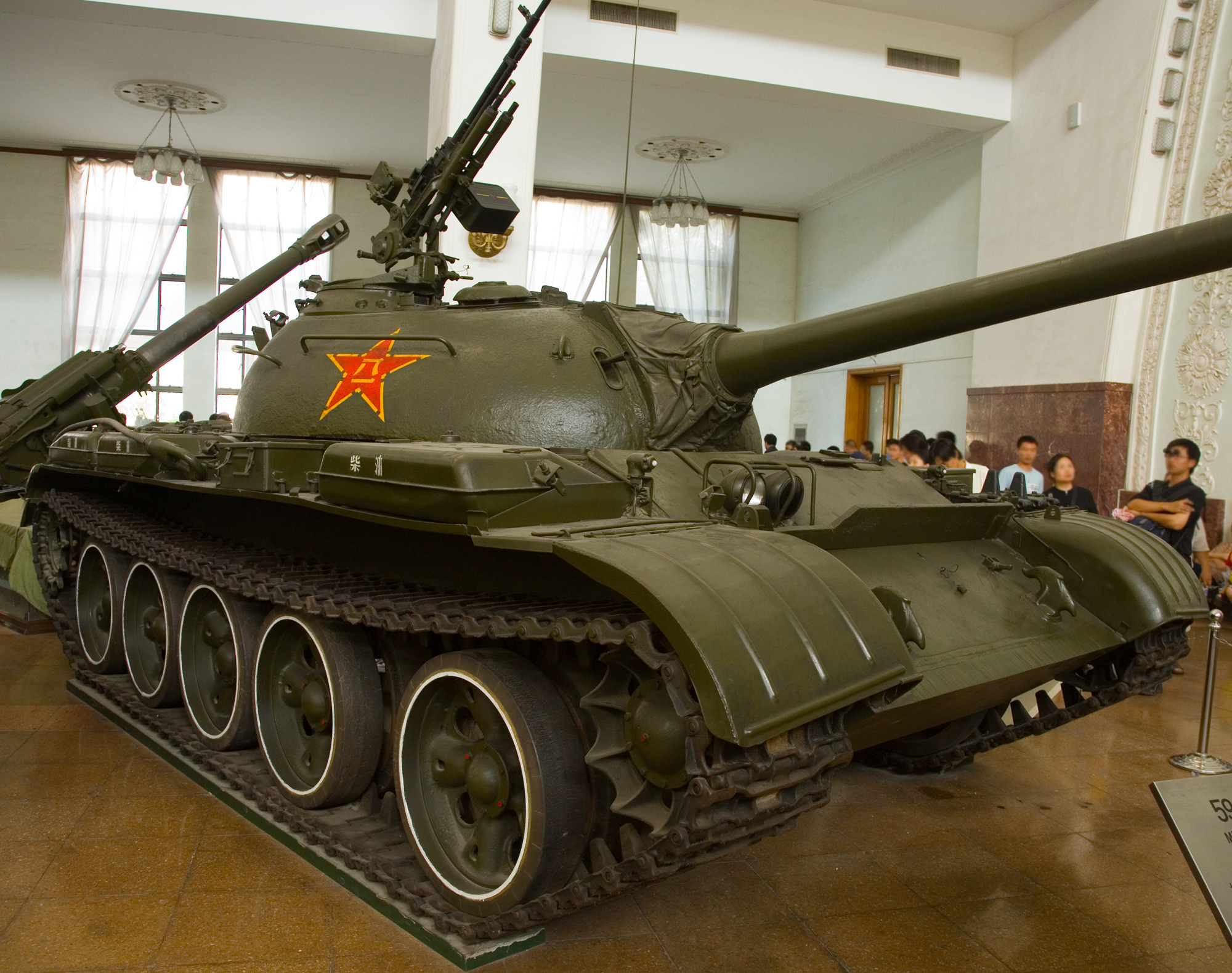
1번 보기륜과 2번 보기륜 사이가 떨어져 있다. 차체 전면의 진흙받이 밑의 작은 구멍이 차체전면기관총이다.

59식은 소련의 T-54A와 본질적으로 동일하나 몇가지 차이점이 있다. 59식은 T-54A의 적외선 탐조등과 주포안정화 장치를 탑재하지 않고 있었다.

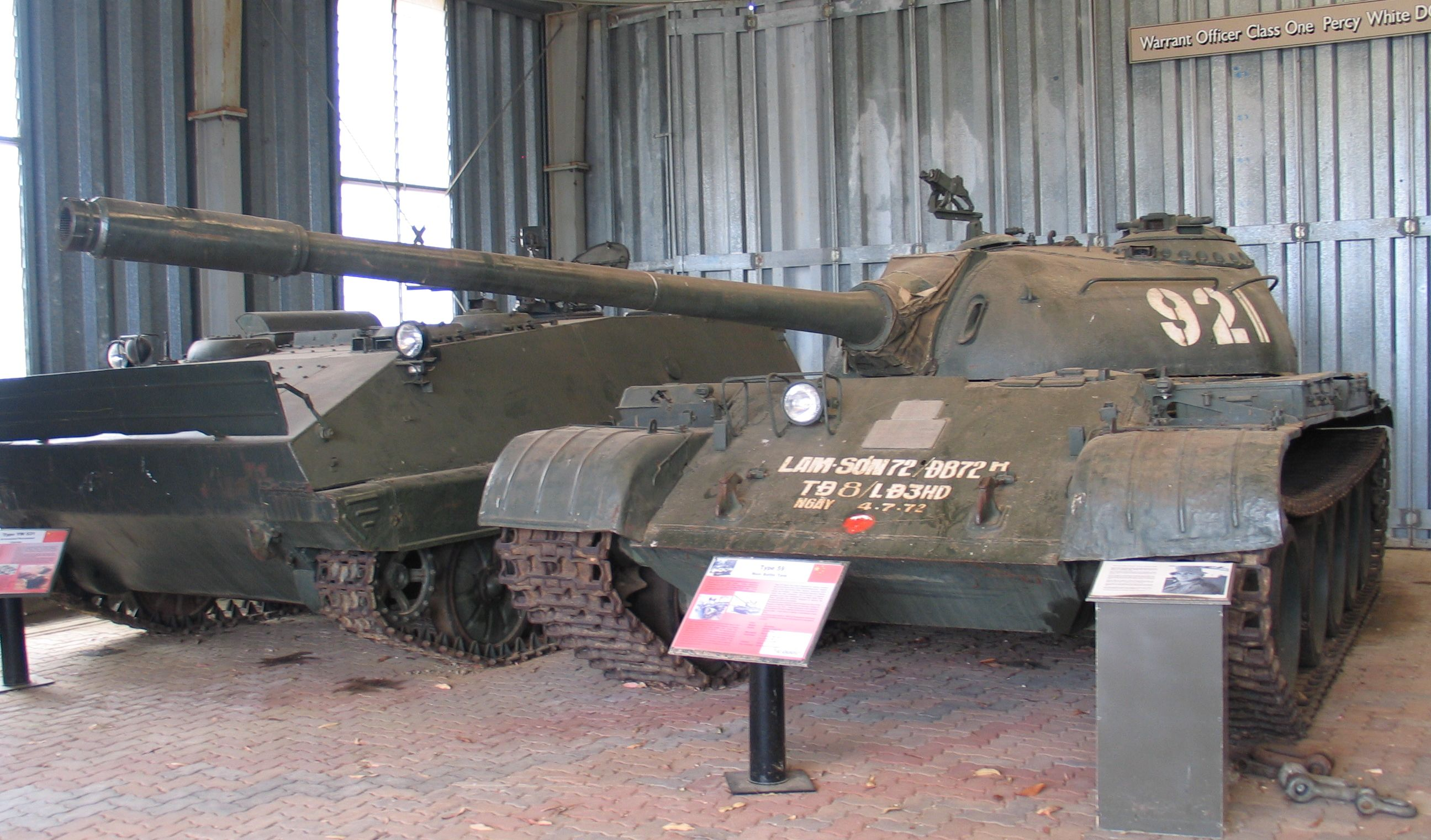
호주의 왕립호주전차박물관의 59식 전차, 1972년 7월 4일 남베트남에서 남베트남군에 의해 노획된 차량이다.

59식은 전투실은 앞쪽, 엔진실은 뒷쪽에 배치하고 반구형의 주조제 포탑을 차체 중앙에 배치한 통상적인 냉전기의 형상을 가지고 있다. 장갑은 차체 전면 경사부의 99mm에서 20mm의 차체 바닥까지 두께가 다양하다. 포탑은 100에서 39mm의 두께이다.
조종수석은 차체 전면 좌측에 있고, 해치가 있다. 조종수는 두 개의 페리스코프를 가지고 있고 전방과 우측방에 대한 시야를 제공해 준다. 전차장석은 사수와 장전수와 나란히 배치되어 있다. 전차장의 해치는 포탑 좌측이고 사수는 전차장의 앞 아래쪽에 자리한다. 장전수석은 포탑의 우측이고 해치가 있다. 포탑 내부 바스켓은 없다.
59식은 360도를 21초만에 회전할 수 있는 T-54와 유사한 전동시스템을 가지고 있다. 극초기형 59식 주포는 수동 승강 기어가 있지만, 나중에 +17에서 -4도로 부앙하는 전동 시스템으로 교체되었다. 후기형은 기동간 사격을 가능케하는 수직 안정화 장치를 추가하였다. 적외선 탐조등에 기초한 야시장비가 정차장, 사수, 조종수용 적외선 페리스코프로 개장되었다.
포탑에는 100mm 구경의 59식 강선포가 탑재되어 있고, 일반적으로 34발의 탄약을 적재한다. 동축기관총으로 59T식 7.62 mm 기관총이 설치되어 있다. 54식 12.7 mm 대공기총 (소련의 12.7 mm M1938/46 DShKM의 복제) 과 200발의 탄약이 사수석 해치에 설치되어 있다. 추가적으로 차체 전방의 작은 구멍으로 발사하는 59T식 7.62 mm 기관총이 있고 이것은 조종수가 다룬다. 통상적으로 3,500발의 7.62 mm 탄약을 적재한다.
59식은 2,000 rpm에서 520마력을 내는 12150L 12기통 수냉식 디젤엔진을 장착하고, 엔진은 수동 전진 5단, 후진 1단의 미션과 결합되어 있다. 총 815리터의 연료를 내부에 적재할 수 있고 추가로 400리터의 연료를 외부에 적재해 내부연료만으로 430km를 주행하거나 외부연료까지 합쳐 총 600km를 주행할 수 있다. 전차 양현에 1번과 2번 사이에 상당한 거리가 있는 5개의 보기륜이 있고, 차체 후부의 기동륜과 유동륜에 의해 궤도를 움직인다. 서스펜션은 토션바형식이고 좌측 펜더에 엔진 배연기가 있다.
탄약을 포탑내에 적재해서 전차가 관통되면 유폭의 확률이 높아 승무원의 생존성도 낮다.

## 개발사
중소 우호 동맹 상호 원조 조약 체결 이후, 1956년 소련은 중화인민공화국에 T-54A 전차를 생산하기 위한 공장을 설립하는 데 도와주기로 동의하였다. 먼저 전차는 소련에서 제공된 부품을 조립했고, 점차적으로 중국제 부품으로 대체되었다. 59식은 1959년 인민해방군의 승인을 받았기 때문에 59식이라는 명칭을 받았다.
59식은 중화인민공화국의 1세대 전차의 개발을 대표한다. 수년동안 수많은 국내기술과 서방기술로 업그레이드 되었다.1969년 인민해방군이 T-62를 중소국경분쟁에서 노획했을 때, T-62에 적용된 기술을 59식에 접목해서 69식 전차와 서방기술로 더욱 개량한 79식 전차를 탄생시켰다. 59식은 79식으로 끝나는 중화인민공화국의 최초의 1세대 전차이고, 이것은 2세대인 80식 전차로 계승되었다.
59식은 제조사 명칭인 WZ-120으로도 알려져 있다. 1959년부터 1980년대 중반까지 10,000대 이상의 대량으로 생산되었다. 59식과, 그 계승인 69식은, 수천대가 광범위하게 수출되었다. 오늘날 5,000대 정도의 59식이 인민해방군에 보관중인 것으로 추산되나, 주로 훈련이나 지원용으로 사용되는 것으로 보인다. 59식 계열 차량들은 더욱 뛰어난 성능의 96식과 99식 전차로 교체되고 있다.
59식은 1989년 “탱크맨”사건 이후로 국제적인 악명을 떨쳤다.

## 계열형

### 59식
적외선 탐조등이 없는 점만 빼고, T-54A와 동일하다. 1957년부터 생산되었다.

### 59-I식
69-II식 100 mm 강선포와 레이저 거리 측정기, 유압식 서보-시스템, 원시적인 사격통제장치, 자동 소화 장비, 고무제 궤도 스커트를 장착한 개량형이다. 59-I식에는 서로 다른 장갑과 사격통제장치를 가진 몇가지 형식이 존재한다.

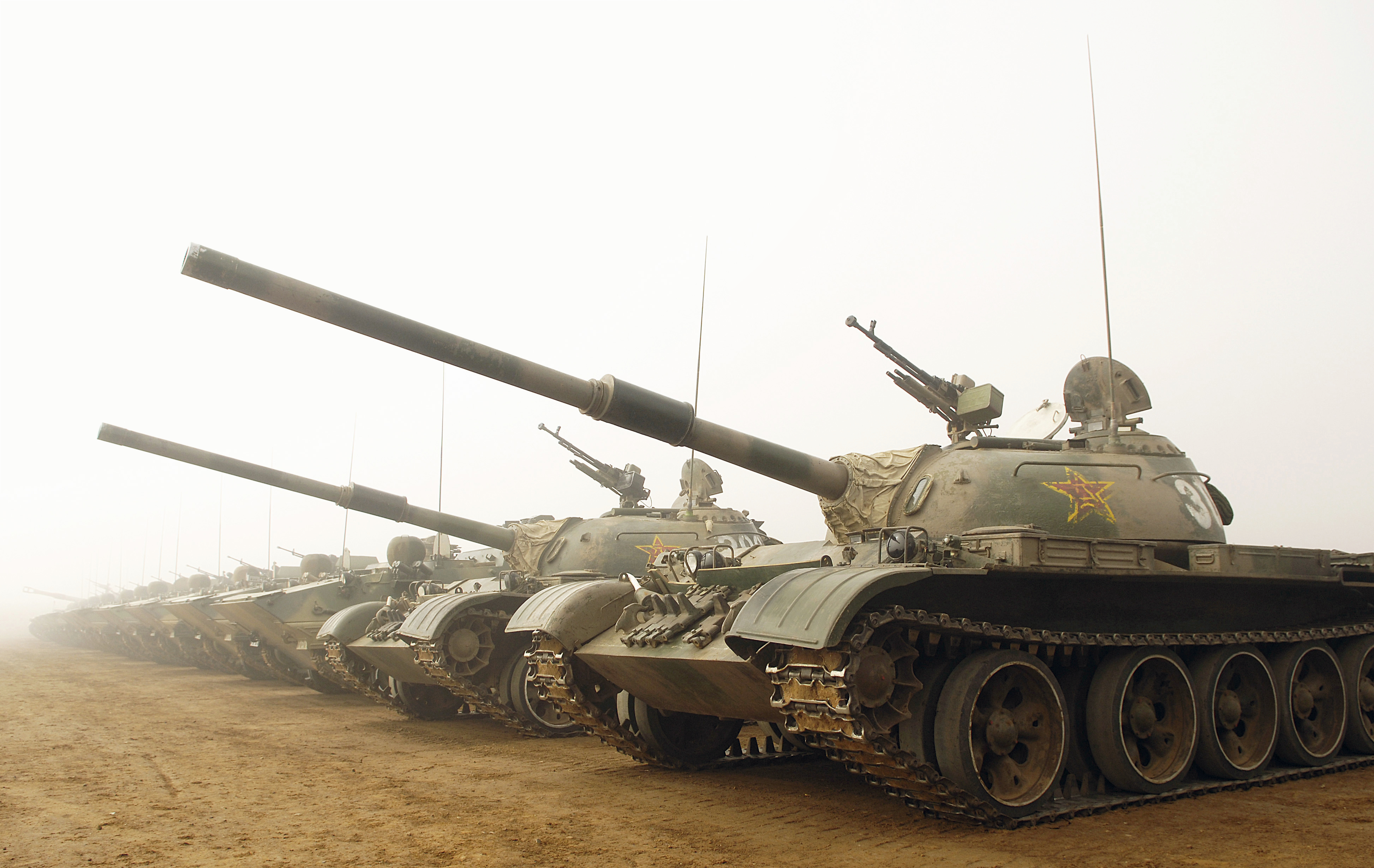
센양 훈련소의 인민해방군 기갑 차량들. 맨 앞의 두 대는 59-II식 전차이다. 배연기가 포신 중간에 있다.

### 59-II식
제조사 설계명칭은 WZ-120B이다. 오스트리아에서 제안된 81식 105 mm 강선포 (영국 로얄 오르드넌스사의 L7포의 복제이다.)를 탑재한 형식이다. 배연기가 포구쪽보다는 포신 중간에 위치하고 있어 다른 형식과 구별된다. 신형 무전기로 교체되고 소화장비가 개량되었다. 1982년부터 1985년까지 생산되었다.

### 59-III식
105 mm포에 방열 장치를 장착하고 복합장갑을 추가했다. 지휘전차, 지뢰제거전차의 형식도 있다.

### 59개(改)식
이 형식은 59식에 서방기술을 접목하기 위해 시험적으로 만들어진 형식이다. B59G와 BW120K의 형식이 있다. BW120K는 국내에서 개발한 미국의 M-256과 유사한 성능의 120 mm 활강포를 탑재한 형식이다.

### 59D식

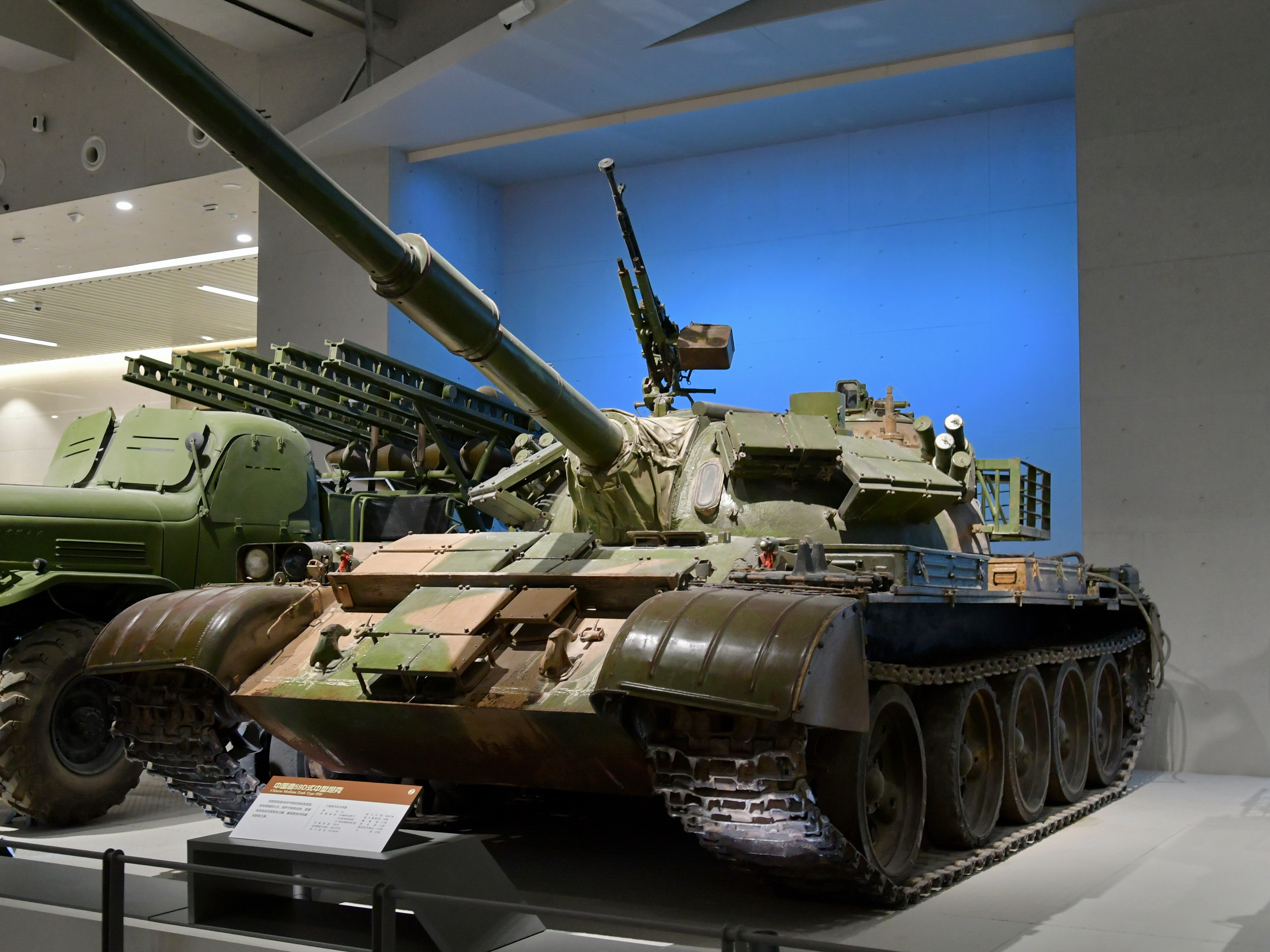
59D tank

WZ-120C로도 알려져 있다. 59D식은 90년대에 개발되었다. 인민해방군은 노후된 모든 59식을 신형전차로 교체하는 대신, 장차전에 대비하기 위해 신기술로 개량하기로 결정하였다. 59D식은 폭발반응장갑, 신형 전차포, 수동형 야시장비와 신형 사격통제장비를 장착한다. 또한 12150L 디젤 엔진은 580 마력의 12150L7 엔진으로 교체된다. 59식D와 59D-I의 형식이 있다.
수단의 밀리터리 인더스트리 코퍼레이션사(MIC)가 생산하는 알주바이어 2 전차는 59D식의 라이센스 생산형으로 보인다.

### 59P식
수출시장을 염두에 두고 개발한 발전형으로, 3세대 전차의 기술이 적용되었다.

### 62식 경전차
WZ-131이라고도 불린다.
1950년대 후반, 인민해방군은 중국남부지방에서의 작전에 더욱 적합한 경전차를 요구한다. 장비를 간략화한 59식의 소형화인 62식 전차의 개발은 1958년에 시작하였다. 62식 경전차는 1963년부터 양산되어 1978까지 800대 정도가 생산되었다.
62식은 21톤밖에 나가지 않고, 62-85TC식 85 mm 강선포를 탑재하고, 3정의 기관총을 장착한다. 개량된 62-I식은 레이저거리측정기와 향상된 사격통제장치, 방어력 증강을 위해 포탑에 잡물함을 장착하고 생산되었다. 62식에 토대를 둔 차량으로는 79식(시제차만 있었음) 회수차량과 82식 불도저가 있다.
인민해방군은 62식 경전차를 1979년 중월전쟁 동안 베트남에 배치하였다. 62식의 얇은 장갑은 RPG같은 휴대용 대전차무기에 손쉽게 관통되어서 전쟁기간 동안 상당수의 62식이 손실되었다. 차세대 주력전차를 개발하는 동기가 되었다.
62식 전차는 2000년에 신형 용접 포탑, 수직안정화된 105mm 강선포와 사격통제장치, 야시장비, 연막탄 발사기, 폭발반응장갑을 포함한 대대적인 개수를 받았다.

### 69 / 79식
WZ-121 이라고도 불린다.(* 121이라는 시제 전차가 따로 있는데 69식과는 엄연히 다른 물건이며 해당 전차는 핵실험 중 전부 파괴되었다.)
617 공장 (내몽고제일기계제조공사)에서 생산된 개량된 59식 전차이다. 인민해방군에서는 제한적인 수량만이 목격되지만, 80년대에는 2,000대 이상을 세계곳곳에 수출하여 수출형 모델로 성공을 거두었다.

### 73식
73식은 59식의 포탑을 제거한 전차구난차량이다. 12.7 mm 기관총 한 문으로 무장하고 있다.이 차량은 윈치가 없고 견인능력에 한계가 있는 것으로 알려져 있다.

### 다른 국가의 계열형

#### 영국
- 105 mm L7을 탑재한 59식. 영국군에서 운용되지는 않았고, 개량형식으로 제안되었다.
- 59식 마크스맨 - Type 59식에 35 mm 쌍열 대공포탑을 탑재한 형식. 59식 운용국에 제안되었던 형식이다.

#### 이란
- T-72Z식

#### 조선민주주의인민공화국
- 주체포 - 59식의 차대를 이용한170 mm 자행포.

#### 파키스탄
- 알자랄 - 파키스탄의 헤비 인더스트리스 텍실리아사가 개발한 전차이다. 알자랄은 파키스탄군의 59식 전차에 신형 사격통제장치, 방어장비, 등등을 탑재하여 개수한 전차이다. 개선점은 다음과 같다:
  - HEAT-FS와 HE-FS, APFSDS탄을 발사할 수 있는, 125 mm 활강포, 반자동장전장치와 영상 안정식 사격통제장치를 장착.
  - 730 마력 엔진 탑재로 기동력 개선.
  - 서스펜션 개량.
  - 폭발반응장갑과 하면에 대지뢰커버를 부착하여 방어력을 개선.

59식은 1971년 인도-파키스탄 전쟁에서 중요한 역할을 수행하였다. (롱게왈라 전투)

## 운용 국가
- 아프가니스탄 - 100

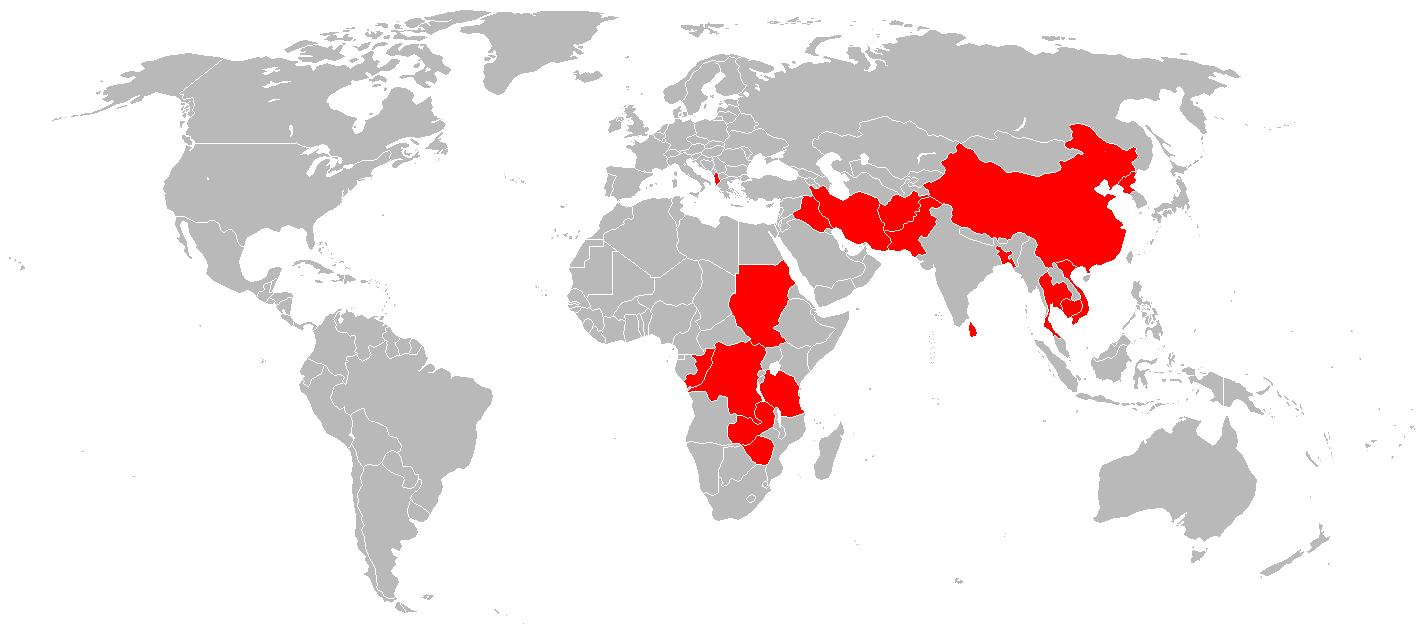
59식 전차의 운용국

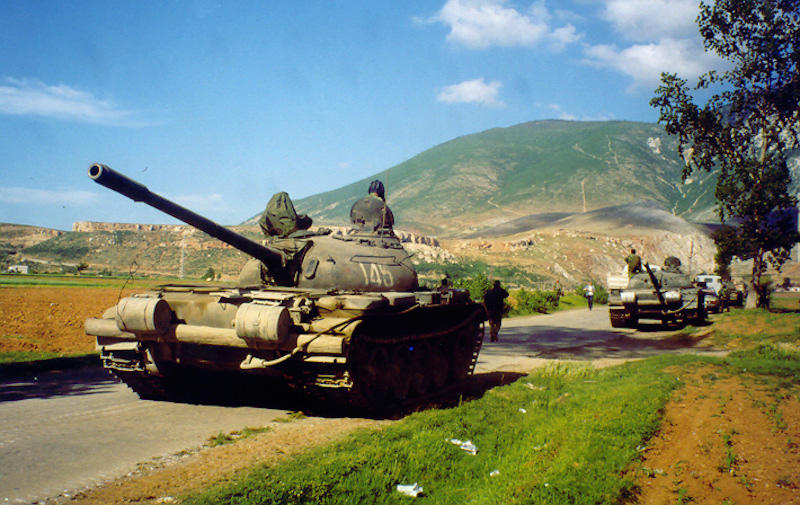
알바니아 59식

- 방글라데시 - 264 (구 유고슬라비아에서 선물로 받은 30대의 소련제 T-54A를 포함하여, 나중에 그것들은 중화인민공화국의 도움을 받아 59식의 부품으로 개수되었다.)
- 캄보디아 - 200
- 콩고 민주 공화국 - 20
- 이란 - 220
- 조선민주주의인민공화국 - 175
- 파키스탄 - 1,200
- 중화인민공화국 - 5,500 - 6,000
- 콩고 공화국 - 15
- 스리랑카 - 80+
- 수단 - 10
- 탄자니아 - 30
- 태국 - 158
- 베트남 - 350
- 잠비아 - 20
- 짐바브웨 - 30
- 미얀마 -59D/D1식 - 160+

### 이전 운용국
- 알바니아 - 721 (모두 퇴역)
- 이라크 - 1,500대의 59식과 69식 전차가 1990년 이라크 정규군에 있었다. 모두 파괴되거나 해체되었다.

## 같이 보기
- 96식 전차
- 99식 전차
- T-54/T-55